# Бръшлен
 За другото село с подобно име вижте Бръшлян (село).  
Бръ̀шлен е село в Северна България. То се намира в община Сливо поле, област Русе.

## География
Селото се намира на 14 км от Сливо поле и на 38 км от Русе.
През 2005 година територията на селото влиза в проект за така наречените „влажни зони“. Целта е отново да се наводнят отводнените преди години ниви в близост до река Дунав и по този начин да се превърнат в местообитание на много птици. Влажната зона обхваща територията на блатото Калимок и Бръшлен.

### История
Основано е от преселници от Еленския балкан. Преди около 200 години човек на име Никола се заселил на територията на днешното село. Гонен от турска потеря и обвинен за убийство на турски управник, той стига дотук, където основава селото. Много години след това след ремонт в черквата са открити мощите му.
Селото е с преселници и от Боженци, махала Кметовци. На път за Бесарабия около 1840 година те са спрени от чифликчията в Кютюкли (сега Цар Самуил).
Името Бръшлен идва от многото бръшлян, провиснал в миналото по вековни брястове с многобройни щъркелови гнезда. По времето на Ньойския договор границата с Румъния минава до селото. Сградата на митницата е запазена.
След 1944 година в землището е изградена напоителна система. Част от отводнителните канали, датиращи от времето на римляните, се използват и в съвременността.

## Културни и природни забележителности
- На централната улица е изграден паметник с поставена паметна плоча на жители на селото, участвали в Шипченската епопея.
- Православна църква „Свети Никола“.

## Редовни събития
- Всяка година на 7 ноември се провежда съборът на село Бръшлен.
- Честване на Великден, като се провежда църковна литургия. За двата празника се организира традиционното хоро в центъра на селото.

## Читалище „Братство 1906“
Към читалището в селото има четири групи: „Бръшленски баби“, „Бръшленска китка“, „Коледарска група“ и ДТС „Хоп-Троп“. Самодейците към читалището са над 40, което е много като се има предвид, че населението на селото е около 300 души. Групите към читалището празнуват всеки един празник през годината.

## Други

### Галерия
- Снимки от с. Бръшлен
- Кметството, от друг ъгъл
- Паметна плоча на опълченците
- на Дунава